# Sekaran (Kasiman)
Sekaran is een bestuurslaag in het regentschap Bojonegoro van de provincie Oost-Java, Indonesië. Sekaran telt 3044 inwoners (volkstelling 2010).